# كرجان
كرجان هي قرية في مقاطعة تبريز، إيران. عدد سكان هذه القرية هو 602 في سنة 2006.